# Dhana
Dhana é uma vila no distrito de Sagar, no estado indiano de Madhya Pradesh.

## Geografia
Dhana está localizada a 23° 45′ N, 78° 51′ L. Tem uma altitude média de 513 metros (1683 pés).

## Demografia
Segundo o censo de 2001, Dhana tinha uma população de 10 295 habitantes. Os indivíduos do sexo masculino constituem 61% da população e os do sexo feminino 39%. Dhana tem uma taxa de literacia de 76%, superior à média nacional de 59,5%: a literacia no sexo masculino é de 84% e no sexo feminino é de 63%. Em Dhana, 14% da população está abaixo dos 6 anos de idade.